# Santa Teresa
Santa Teresa este un oraș în statul Espírito Santo (ES) din Brazilia.